# 岩崎紘昌
岩崎 紘昌（いわさき ひろまさ、1946年5月3日 - ）は、西洋アンティーク評論家、アンティークショップ店長。血液型A型。
北海道出身。北海道札幌南高等学校、中央大学法学部卒。
学生時代、ヨーロッパ・中近東など世界75カ国を旅行し、アンティークの魅力に取り付かれる。卒業後の1972年、アンティークショップを都内に開店、西洋アンティークの輸入販売業を始め、現在に至る。日本における西洋アンティーク研究の第一人者でもあり、著書も多い。また、テレビ番組「開運!なんでも鑑定団」のレギュラー鑑定士としてもお馴染みだった。
息子は珈琲抽出師の岩崎泰三。長女にスウェーデンで北欧雑貨ディット・ダット」やYouTubeチャンネル「Nord-Labo　北欧研究室」を運営するダールマン容子がいる。

## 著書
- 日本 骨董市めぐり―全国55カ所・総ガイド（二見書房）
- 鑑定の鉄人〈PART3〉「西洋骨董」発掘の極意（二見書房）
- 女性の海外旅行ブック―これだけ知れば初めての人も安心（大泉書店）
- 岩崎紘昌のだから骨董屋は面白い（山海堂）
- 岩崎紘昌のアンティーク鑑定入門(PHP研究所)
- 岩崎紘昌の西洋アンティークの目利きになる本(有楽出版社)
- トラベル・トラブル・ブック―女性のための海外旅行困った話集(マガジンハウス)
- 素晴らしい世界のアンティーク(宙出版)
- 激安航空券で行く!得海外旅行術―買い方・使い方完璧マニュアル(ロングセラーズ)
- テディベアの本(ネスコ)
- 岩崎紘昌のアンティーク商売―失敗しない開業ガイドとホンネの話(ダイヤモンド社)